# Илло, Христиан
Христиан Илло (Кристиан фон Илов; нем. Christian von Ilow, также Illo у Шиллера; 1585, Ноймарк — 25 февраля 1634, Хеб, Земли Чешской короны) — барон, участник Тридцатилетней войны и сподвижник Валленштейна, императорский фельдмаршал (1633 год).
Достиг в императорской армии чина фельдмаршала и получил дворянство: под влиянием оскорбленного самолюбия стал поддерживать планы Валленштейна. Его личная храбрость и пламенное красноречие позволили оказывать сильное влияние на офицеров и солдат. На собрании вождей 12 января 1634 года в Пильзене Илло убедил их держаться Валленштейна, а на банкете даже подписал обязательство никогда не покидать Валленштейна.
После опалы Валленштейна отправился с ним в Эгер. Христиан Илло вместе с другими доверенными лицами Валленштейна был убит в Эгере в 1634 году в его замке.